# Resolució 1176 del Consell de Seguretat de les Nacions Unides
La Resolució 1176 del Consell de Seguretat de les Nacions Unides, adoptada per unanimitat el 24 de juny de 1998 després de reafirmar la resolució 696 (1991) i totes les resolucions posteriors sobre Angola, en particular la 1173, el Consell va suspendre la seva intenció d'imposar noves sancions contra UNITA per incompliment fins a l'1 de juliol de 1998.
Actuant en virtut del Capítol VII de la Carta de les Nacions Unides, el Consell de Seguretat va exigir a UNITA que complís incondicionalment les seves obligacions i va decidir que les restriccions entraran en vigor a les 00:01 EDT l'1 de juliol de 1998, tret que el Consell i el Secretari General de les Nacions Unides decideixin una altra cosa. El Comitè establert a la resolució 864 (1993) hauria d'informar abans del 7 d'agost de 1998 sobre com els països havien implementat les mesures especificades a la Resolució 1173. De manera similar, es va demanar als països que informessin sobre les mesures que havien pres per fer complir les sancions abans del 22 de juliol de 1998.